# Carlos Ojinaga Erill
Carlos Ojinaga Erill (Barcelona, 1932) és un decorador i dissenyador. Interessat des de sempre pels oficis i les activitats artístiques i manuals. El 1949 inicia la seva carrera professional amb treballs de decoració comercial i publicitària. Poc després inicia també treballs de decoració i interiorisme per a particulars, cosa que el porta cap al disseny de mobiliari i complements per a les seves obres. El 1976 crea l'Equip Ojinaga per a dur a terme les diferents tasques de decoració, interiorisme i disseny. Entre les seves creacions destaquen la cadira de braços Cinta (1968) o el llit Palace (1970).